# Days Gone Bye (The Walking Dead)
"Days Gone Bye" là tập đầu tiên của Phần 1, đồng thời cũng là tập đầu tiên của series phim truyền hình về dịch bệnh The Walking Dead. Tập phim lên sóng trên kênh AMC của Mỹ vào ngày 31 tháng 10 năm 2010. Khi phát sóng tại Mỹ, tập phim đã đạt được xếp hạng cao với 5,35 triệu người xem trong đó có 2,7 triệu người từ 18-49 tuổi.

## Nội dung tập
Xe hết xăng trên một đoạn đường cao tốc vắng thuộc tiểu bang Georgia, sĩ quan Rick Grimes lái xe của mình qua hàng loạt những chiếc xe bị lật và hỏng khác để đến trạm xăng gần đó, cho đến khi anh buộc phải dừng lại trước đống đổ nát của nhiều chiếc xe và lều, có vẻ là những gì còn sót lại của một khu trại tạm bợ. Rác rưởi cùng hàng loạt xác chết được nhìn thấy khắp nơi, tại trạm xăng là một tấm biển được treo lên ghi rằng "HẾT XĂNG".
Trong khi đang tìm kiếm, Rick chợt nghe thấy tiếng động. Cúi xuống nhìn qua gầm chiếc ôtô, anh thấy một cô bé ở phía bên kia đang nhặt con gấu bông của mình từ dưới đất lên. Rick liền đứng dậy, đi đến gần hơn và gọi cô bé. Cô bé từ từ quay lại và để lộ khuôn mặt của mình. Môi và má bên phải của cô đã bị xé toạc, để lộ răng và gân. Vẻ mặt Rick hoảng loạn khi cô bé bắt đầu phát ra những tiếng gầm gừ và tiến về phía anh. Khi cô bé đến gần, Rick cuối cùng cũng kịp giơ súng lên và bắn vào đầu cô.
Cảnh tiếp theo của tập phim quay trở lại thời điểm trước khi dịch bệnh bùng phát, khi Rick cùng người cộng sự, đồng thời cũng là người bạn thân nhất của mình - Shane Walsh, đang đi tuần trên xe cảnh sát, ăn bánh hamburger và nói chuyện phiếm về những điểm khác nhau giữa đàn ông và phụ nữ. Khi đề tài cuộc đối thoại dẫn đến vợ Rick - Lori, nét mặt anh bỗng thay đổi. Rick tâm sự rằng vợ chồng anh gần đây đang xích mích. Vừa mới buổi sáng hôm đó, cô đã trách Rick ngay trước mặt con trai họ - Carl rằng anh không quan tâm đến gia đình. "Điểm khác nhau giữa đàn ông và phụ nữ ư? Tớ sẽ không bao giờ nói những lời tồi tệ với cô ấy, nhất là khi ở trước mặt Carl" - Rick nói.
Đột nhiên, vô tuyến của xe cảnh sát bỗng nhận tín hiệu từ những cảnh sát thuộc hạt Linden gần đó, họ thông báo về việc truy bắt hai đối tượng tình nghi có vũ khí. Rick và Shane vội vàng bỏ bữa ăn đang dở để đi đến hiện trường được chỉ định, nơi những cộng sự khác của họ là Lambert Kendal và Leon Basset cũng đang ở đó. Họ cùng dựng nên một dải chông trên đường đi (một loại bẫy làm xịt lốp xe, ngăn đối tượng bỏ chạy).
Một lúc sau, chiếc xe của những đối tượng tình nghi lao đến với tốc độ cao, đằng sau là hai chiếc xe thuộc Sở cảnh sát hạt Linden đang đuổi theo. Khi chiếc xe của những kẻ tình nghi cán qua dải chông, lốp xe đã bị nổ, khiến chúng mất tay lái và lao ra khỏi đường chính. Chiếc xe bị lật vài vòng cho đến khi dừng lại hẳn ở gần đó. Tất cả những viên cảnh sát gần đó lập tức chạy đến.
Rick cẩn trọng tiến đến gần chiếc xe bị lật. Một tên trong số những nghi phạm chui ra từ xe và lập tức xả súng về phía những cảnh sát. Rick kêu lên, đề nghị rằng hắn hãy hạ súng xuống, nhưng kẻ đó đã hướng nòng về phía Rick và bắn vào ngực anh. Rick ngã xuống trong khi Shane bắn chết kẻ vừa bắn anh. Một tên khác trong đám tình nghi chui ra từ xe với một khẩu súng khác, nhưng một trong số những cảnh sát của hạt Linden đã bắn chết hắn. "Tôi ổn!" - Rick thở hổn hển, viên đạn vừa nãy chỉ mới trúng vào áo chống đạn của anh. Shane liền đến gần Rick, người lúc này vừa gượng đứng dậy.
"Shane, đừng kể với Lori về chuyện đã xảy ra! Đừng bao giờ!" - Rick dặn Shane. Lúc này anh đang quay lưng lại nên không nhận ra rằng còn có một tên khác vừa chui ra từ xe. Hắn nổ súng từ phía sau Rick, nơi anh không được áo chống đạn bảo vệ. Rick ngã gục xuống, máu tuôn ra từ vết thương. Shane bắn chết tên cuối cùng trước khi chạy đến cạnh Rick. Anh hoảng hốt và nói với Leon hãy gọi xe cấp cứu ngay lập tức.
Một khoảng thời gian sau, Shane đến thăm Rick đang nằm trong bệnh viện và mang hoa cho anh. Rick nhận thức được việc này nhưng bản thân vẫn chưa thực sự hồi tỉnh. Khi tỉnh dậy, Rick nói chuyện với Shane nhưng rồi nhận ra rằng Shane đã không còn ở đó nữa, những bông hoa do Shane mang đến đã héo úa, đồng hồ trong phòng cũng đã ngừng chạy. Cơ thể bị mất nước khiến Rick gặp khó khăn trong việc đứng dậy, anh loạng choạng ngã xuống đất. Rick gọi y tá nhưng không nhận được tiếng đáp lại, căn phòng lúc đó hoàn toàn không có ai ngoài Rick.
Rick bước vào phòng tắm, vặn nước rửa mặt trước khi tiến đến mở cửa. Khi mở cửa ra, Rick nhìn thấy một chiếc giường bệnh đang chặn trước cửa. Anh đẩy nó sang một bên và bước ra ngoài. Tiền sảnh của bệnh viện lúc này rất tối và bừa bộn, ánh đèn chập chờn trong khi dây điện treo vắt vẻo từ trần nhà. Rick đến quầy lễ tân của bệnh viện, thử dùng điện thoại để liên lạc nhưng không có kết nổi. Anh tìm thấy một bao diêm và đốt thử một que, thử tìm xem có thứ gì có ích phía sau chiếc bàn không.
Ánh đèn chập chờn đến từ một phía nọ khiến Rick chú ý, khi nhìn qua cánh cửa, anh nhìn thấy thi thể bê bết máu, gần như đã mất đi hết da và thịt của một y tá. Rick không thể tin nổi những gì mình đang thấy, anh hoảng sợ và vội vàng bỏ đi. Khi đi sâu hơn vào tiền sảnh, anh thấy trên bức tường có dính máu và cả những vết đạn. Đến trước phòng ăn của bệnh viện, Rick thấy cửa phòng đã bị khóa chặt bởi một sợi xích, phía trên cửa có ghi: "ĐỪNG MỞ / CÁI CHẾT Ở BÊN TRONG". Vừa lúc đó, một bàn tay nhơ bẩn thò ra từ khe cửa, cố gắng tháo xợi sích, từ trong phòng phát ra tiếng gầm gừ. Một lần nữa bị hoảng loạn, Rick quay đầu lại và bỏ chạy.
Rick thử bấm gọi nhưng thang máy không hoạt động, vậy nên anh đành đi theo lối cửa thoát hiểm. Bên trong đường thoát hiểm rất tối, một mùi nồng nặc của xác chết bao trùm. Rick liền dùng tay bịt mũi lại, vừa bước xuống cầu thang, anh vừa đốt những que diêm mà mình tìm được lúc nãy để nhìn đường, cho đến khi anh đến được lối ra.
Khi mở cánh cửa ra, ánh sáng từ bên ngoài rọi vào khiến Rick chói mắt. Sau khi mắt của anh đã quen dần, Rick nhìn thấy sân sau của bệnh viện, nơi có hàng trăm xác chết thối rữa được bọc trong những tấm ga, ruồi nhặng bâu đầy. Bước qua nhìn những xác chết với ánh mắt sợ hãi, Rick rời khỏi bệnh viện và trèo lên một mảng đất cao, nơi có hàng loạt bao cát, hàng rào và một chiếc trực thăng của Quân đội Mỹ bị bỏ không.
Anh bước xuống con đường gần đó và nhìn thấy một chiếc xe đạp. Khi Rick đến gần để dựng nó lên, anh nhìn thấy xác chết của một người phụ nữ nằm gần đó, phần xác đã mục nát gần hết và chỉ còn một nửa thân trên. Đột nhiên, xác chết đó cựa mình và quay người lại. Nó giơ bàn tay về phía Rick, kêu gầm gừ và cố bò về phía anh. Rick hoảng sợ ngã xuống đất, nhưng ngay lập tức anh đứng dậy, dựng chiếc xe đạp, ngồi lên và vội vàng rời khỏi.
Rick quay về nhà mình và nhận thấy cửa trước nhà mở toang, trong nhà chẳng còn ai. Sau một hồi tìm kiếm nhưng không có kết quả, Rick gọi tên vợ và con lần nữa, tự hỏi rằng liệu đây là thực hay mơ.  Anh bước ra ngoài và ngồi bệt trước bậc thềm, chợt anh lờ mờ thấy từ phía xa, có một người đàn ông đang bước đến. Anh từ từ giơ tay mình lên vẫy về phía người đó để gây chú ý. Đột nhiên, một cậu bé bước đến từ phía sau và dùng xẻng đập vào đầu Rick, khiến anh gục xuống. "Carl! Bố đã tìm thấy con..." - Rick thều thào vì nhìn nhầm cậu bé đó với con trai, mắt anh hoa dần. "Bố, con hạ được một con rồi! Để con đập chết nó nhé!" - Cậu bé đó kêu lên. Bố của cậu bé - Morgan Jones lúc này đang đến gần người đàn ông Rick nhìn thấy lúc nãy và dùng súng bắn vào đầu ông ta. Ông đi đến chỗ con mình, chĩa súng vào người Rick và hỏi: "Vết băng bó đó là sao?". "Hãy nói cho tôi biết. Nếu không tôi sẽ giết anh" - Đó là những lời cuối cùng mà Rick nghe thấy trước khi bất tỉnh.
Khi tỉnh dậy, Rick thấy tay và chân mình đang bị trói vào một chiếc giường. Cậu bé con trai của Morgan, Duane đang đứng gần đó trông chừng với một cây gậy bóng chày trên tay. "Anh bị cắn phải không?" - Morgan vừa hỏi, vừa thay băng trên vết thương của Rick, mặc dù vết đạn gần như đã lành. "Tôi bị bắn" - Rick trả lời. Morgan đưa tay lên sờ trán Rick, ông nói rằng nếu anh "bị sốt" thì giờ này chắc đã phải chết rồi. Sau đó, Morgan dùng dao cắt dây trói của Rick và mời anh đến bàn ăn tối. Rick nhận ra rằng ngôi nhà mà họ đang ở trong chính là của hàng xóm anh, Fred và Cindy Drake. Morgan đáp lại rằng ngôi nhà đã bị bỏ không trước khi gia đình ông đến đây. Ông dặn Rick không được nhìn ra ngoài cửa sổ, vì "chúng" sẽ nhìn thấy ánh đèn. Morgan bắt đầu kể với Rick về chuyện dịch bệnh xảy ra, những chuyện mà trong suốt quãng thời gian hôn mê anh đã không được biết.
"Lẽ ra hôm nay tôi không nên nổ phát đạn đó. Tiếng ồn thu hút chúng. Giờ chúng đã tràn ngập khắp con đường." - Morgan nói. Rick tưởng rằng Morgan đã bắn chết một người, nhưng ông nói rằng đó là một xác sống. Và "chúng" sẽ hoạt động nhiều hơn về đêm. Trước khi ăn tối, Duane nói rằng cậu muốn cùng bố cầu nguyện. "Xin chúa, hãy dõi theo chúng con trong những ngày tháng tồi tệ này" - Morgan nói ra lời cầu nguyện và tiếp tục giải thích cho Rick rằng "người đàn ông" mà anh nhìn thấy sẽ cố ăn thịt anh. "Có một điều mà anh cần biết, đừng để bị cắn" - Morgan nhấn mạnh. Vì chính vết cắn sẽ giết chết một người, khiến họ trở nên giống "chúng". "Cơn sốt sẽ khiến người anh nóng rực. Một lúc sau... anh sẽ tỉnh dậy".
"Cháu đã nhìn thấy chuyện đó xảy ra" - Duane thêm vào những lời bố mình nói. Cả ba người cùng nói chuyện về con trai Rick - Carl. Cha con Morgan khá tò mò về nghề nghiệ của Rick, vì họ không biết công việc gì khiến một người lại bị bắn. "Sĩ quan cảnh sát" - Rick trả lời. Morgan mỉm cười và nói: "Duane cứ tưởng rằng anh là cướp ngân hàng".
Đột nhiên, còi báo động từ một chiếc xe bên ngoài bỗng kêu lớn. Ba người bọn họ liền tắt đèn ở trong nhà đi. Rick và Morgan hé nhìn ra bên ngoài đường, nơi đang có hàng loạt những xác sống kéo đến do tiếng động của chiếc xe. Một người phụ nữ mặc bộ đồ ngủ (trong hình hài xác sống) bỗng xuất hiện, khi nhìn thấy cô, Duane đã chạy đi và bật khóc. Morgan liền đến an ủi con trong khi Rick tiếp tục nhìn người phụ nữ đó qua lỗ nhỏ trên cửa. Cô ta tiến đến trước cửa nhà, thử ngó vào bên trong và cố vặn nắm xoay cửa. "Cô ấy đã chết trên giường của căn phòng khác. Lẽ ra tôi nên giết cô ấy, nhưng tôi đã không đủ dũng cảm. Cô ấy là mẹ của con tôi" - Morgan tiết lộ rằng người phụ nữ ấy chính là vợ mình.
Sáng hôm sau, Rick mặc một bộ quần áo mới, đeo một chiếc mặt nạ thợ sơn, tay cầm chiếc gậy bóng chày bước ra ngoài. Morgan dạy anh cách để giết những xác sống. "Ông có chắc là chúng đã thực sự chết chứ?" - Rick hỏi trong khi đến gần một xác sống đang ngồi gần đó. "Chúng thực sự đã chết" - Morgan khẳng định lại lần nữa - "Ngoại trừ một chút gì đó còn lại trong não. Đó là lý do mà anh phải đánh vào đầu". Con xác sống đang ngồi tựa mình vào hàng rào trước nhà, nhận thấy sự xuất hiện của 3 người, liền gầm gừ đứng dậy và tiến về phía họ. Rick lập tức dùng chiếc gậy bóng chày đập liên tiếp vào nó, cho đến khi nó không còn cử động nữa. Tuy nhiên, chính việc hoạt động mạnh này đã khiến vết thương cũ của anh nhói đau trở lại.
Sau khi Rick đã luyện tập xong, 3 người bọn họ cùng quay trở lại nhà Rick, anh nói với Morgan rằng có thể vợ và con anh vẫn còn sống, vì ngăn kéo trong phòng ngủ của Rick đã không còn gì, album ảnh của gia đinh cũng đã biến mất. "Album ảnh?" - Morgan bật cười và xúc động khi nghĩ lại - "Vợ tôi cũng vậy. Tôi thì lo chuẩn bị những đồ cần thiết để sinh tồn, còn cô ấy lại lo cầm album ảnh".
"Họ đang ở Atlanta, cháu nghĩ vậy" - Duane nói với Rick. Morgan giải thích rằng chính phủ đã báo động cho người dân đến trung tâm tị nạn tại thành phố, nơi có đầy đủ thức ăn và sự bảo vệ của quân đội, trước khi mọi phương tiện truyền thông ngừng hoạt động. Nhiều người đồn rằng Trung tâm kiểm soát dịch bệnh tọa lạc tại Atlanta đang nghiên cứu tìm giải pháp cứu chữa.
Rick, Morgan và Duane đến Sở cảnh sát Hạt King, nơi họ cùng tắm nước nóng. Morgan kể với Rick rằng gia đình ông đang trên đường đến Atlanta, cho đến khi họ buộc phải dừng lại vì vợ ông bị cắn. Sau khi cô ấy chết, họ vẫn tiếp tục ở lại căn nhà của hàng xóm Rick. Lát sau, Rick cho hết súng vào một chiếc túi, thay quần áo bằng bộ đồng phục cảnh sát trưởng. Anh đưa cho Morgan một khẩu súng cùng ít đạn dược. Sau khi cho vũ khí vào xe của mình, Rick chuẩn bị sẵn sàng để lên đường tới Atlanta. Morgan nói rằng ông sẽ đến sau anh vài ngày, cho đến khi Duane học được cách bắn súng đã. Rick liền đưa cho ông một chiếc bộ đàm, dặn ông hãy bật nó mỗi ngày vào lúc chiều tối để liên lạc.
Trong khi đang nói lời tạm biệt, Rick chợt nhận thấy sự xuất hiện của người đồng nghiệp Leon Basset - người lúc này đã trở thành một xác sống. Basset đi đến bên hàng rào ngăn cách giữa họ và kêu gầm gừ. Mặc dù Rick nói rằng anh không bận tâm về người này cho lắm, nhưng anh cũng không thể để anh ta như vậy. Rick đi đến bắn chết Leon trước khi Morgan cùng Duane lên xe và rời khỏi.
Quay trở về căn nhà, Morgan cầm theo khẩu súng mà Rick đưa đi lên lầu. Ông nhìn quyển album ảnh và tấm hình cũ của vợ. Morgan bắt đầu chĩa súng ra phía cửa sổ, hướng ra ngoài đường và bắn những xác sống. Ông nói với con trai bị giật mình bởi tiếng súng rằng hãy cứ yên lặng ở tầng dưới. "Đến đây nào, vợ yêu" - Morgan thì thầm, ông hy vọng tiếng súng sẽ gây sự chú ý và đưa vợ ông đến tầm bắn. Nhưng khi người vợ xuất hiện, Morgan bật khóc và vẫn không thể bắn cô.
Rick quay trở lại công viên nơi trước đó anh đã nhìn thấy xác của người phụ nữ chỉ còn nửa thân trên. "Tôi rất tiếc về chuyện đã xảy ra với cô" - Rick nói rồi giơ súng lên bắn chết xác sống đó. Quay trở lại xe và hướng đến Atlanta trên đường cao tốc 85, Rick gửi đi một thông điệp thông qua hệ thống vô tuyến trên xe cảnh sát. Trong khi đó, ở một khu trại ngoài Atlanta, tín hiệu của Rick đến được với một nhóm người sống sót. Một cô gái trẻ tên Amy vội vàng chạy đến cạnh chiếc vô tuyến để trả lời nhưng không được. Khi Shane cầm lấy chiếc vô tuyến và cố bắt liên lạc, phía đầu dây Rick đã ngắt liên lạc.
Lori nói rằng suốt tuần vừa qua cô đã khuyên mọi người nên đặt biển cảnh báo mọi người tránh xa thành phố, và cô đề nghị tự mình đi làm việc đó, nhưng Shane ngăn Lori lại, cho rằng làm vậy là quá mạo hiểm. Lori liền bực tức bỏ đi và Shane chạy theo cô. "Nếu em muốn hãy cứ trút hết cơn giận lên anh, nhưng điều đó chẳng thay đổi được gì đâu" - Shane nói với Lori. Phía bên trong lều của Lori, Shane nói rằng cô không thể cứ bỏ đi trong khi chưa chuẩn bị gì cả. Anh ta khuyên cô nên nghĩ cho con trai mình, Carl đã mất quá nhiều thứ. Lori cuối cùng cũng đồng tình với anh ta. Họ hôn nhau cho đến khi tiếng gọi mẹ của Carl xen ngang. Shane bỏ đi trong khi Lori nói chuyện với con trai. Cô hứa với Carl rằng cô sẽ không đi cả. Cậu bé mỉm cười và rời khỏi.
Trong khi đó, xe của Rick đã hết xăng. Anh đành bước ra khỏi xe, cầm theo một can xăng. Trước khi rời khỏi, anh lấy tấm ảnh của gia đình ở trên xe và cho vào túi. Rick đến gần một trang trại để tìm xăng. Qua khung cửa sổ của ngôi nhà và nhìn vào bên trong, Rick nhìn thấy hai xác chết - một người đàn ông đã bắn chết vợ mình, sau đó tự tử. Trên bức tường trong phòng là dòng chữ bằng máu ghi "CHÚA HÃY THA THỨ CHO CHÚNG CON".
Trong khi đang tìm chìa khóa của một chiếc xe tải gần đó, Rick nhìn thấy một chú ngựa và quyết định cưỡi nó đến Atlanta. Tuy nhiên khi đã đến được thành phố, mọi thứ không giống những gì mà Morgan kể. Dọc đường đi, Rick nhìn thấy hàng loạt những chiếc xe bị bỏ không của người dân cố rời khỏi thành phố, trong khi con đường hướng vào thành phố không hề có một chiếc xe nào.
Mặc dù vậy, Rick vẫn tiếp tục tiến sâu vào phía trung tâm, anh nhìn thấy những đống đổ nát cũng như hiện trường phong tỏa của quân đội bỏ bị không. Một số xác sống dọc đường nhận thấy sự xuất hiện của Rick và bắt đầu đi theo. Rick liền thúc ngựa đi nhanh hơn, trong khi có thêm nhiều xác sống khác đi ra từ những con hẻm và xe buýt.
Đột nhiên, Rick nghe thấy tiếng của một chiếc trực thăng phía trên đầu. Bóng của chiếc trực thăng được phản chiếu trên những cửa kính của một tòa nhà cao tầng. Rick liền thúc ngựa để đuổi theo, nhưng không may anh chạy đến con đường có một bầy lớn xác sống. Chúng lập tức đuổi theo và bao vây anh. Đám xác sống lao vào ăn thịt con ngựa trong khi Rick ngã khỏi yên. Anh vội vàng chui xuống gầm của chiếc xe tăng gần đó. Những xác sống khác cũng đuổi theo anh từ cả đằng trước lẫn sau của chiếc xe tăng. Rick bắn một vài trong số chúng, nhưng kéo theo đó là hàng loạt con khác tiến tới. Quá tuyệt vọng, Rick hướng nòng súng vào đầu mình và nói "Lori. Carl. Anh xin lỗi". Trước khi kịp làm điều đó, anh nhìn thấy cửa hầm của chiếc xe tăng đang mở và lập tức trèo lên. Đóng cửa hầm lại và thở hổn hển, Rick nhận thấy phía bên trong xe tăng có xác chết của một người lính. Anh cố lấy khẩu súng từ cái xác đó, nhưng thật không may, cái xác đó tỉnh dậy và định tấn công anh. Rick hoảng loạn và bắn chết nó, âm thanh dội lại trong không gian kín của chiếc xe tăng đã khiến anh bị ù tai và choáng váng. Bị mất phương hướng, Rick nhìn lên thấy cửa trên của xe tăng đang mở và trèo lên. Anh nhìn thấy túi súng của mình rơi gần đó, nhưng đám xác sống cũng lập tức nhìn thấy anh. Chúng bắt đầu trèo lên xe tăng để bắt lấy Rick trong khi anh đóng nắp cửa lại. Quay vào trong xe, Rick thực sự không biết mình phải làm gì tiếp theo, bên ngoài đám xác sống vẫn đang liên tục đập vào cửa xe.
Bất ngờ, một giọng nói từ vô tuyến bên trong chiếc xe tăng bỗng vang lên "Này tên ngốc. Tên ở trong chiếc xe tăng. Trong đó ấm cúng chứ?".

## Diễn viên

### Diễn viên chính
- Andrew Lincoln vai Rick Grimes[17][18]
- Jon Bernthal vai Shane Walsh
- Sarah Wayne Callies vai Lori Grimes
- Laurie Holden vai Andrea*
- Jeffrey DeMunn vai Dale Horvath
- Steven Yeun vai Glenn Rhee**
- Chandler Riggs vai Carl Grimes[19]

### Diễn viên định kỳ
- Lennie James vai Morgan Jones
- Emma Bell vai Amy

*Không xuất hiện trong tập này
**Chỉ có mình giọng nói

### Các diễn viên phụ khác
- Jim Coleman vai Lambert Kendal
- Linds Edwards vai Leon Basset
- Keisha Tillis vai Jenny Jones
- Adrian Kali Turner vai Duane Jones
- Addy Miller vai Summer
- Melissa Cowan vai Hannah

## Cái chết trong tập
- 3 tên phạm nhân
- Hannah (Sau khi biến đổi)
- Leon Basset (Sau khi biến đổi)
- Summer (Sau khi biến đổi)
- Mrs. Siggard
- Mr. Siggard
- Một con ngựa

## Đánh giá
"Days Gone Bye" nhận được sự tán thưởng nhiệt liệt từ giới phê bình. Theo Rotten Tomatoes, 100% 12 nhà phê bình đều có phản hồi tích cực với tập phim. Mike Ryan từ tạp chí Vanity Fair sau khi xem xong tập mở đầu này đã nhận định rằng The Walking Dead chính là "bộ phim truyền hình mới hay nhất của năm". Anh cho rằng series này sẽ giúp mở rộng đối tượng khán giả xem thể loại phim kinh dị và trong tương lai sẽ ngày càng thu hút thêm được nhiều người hâm mộ. "Cuối cùng thì cũng có một bộ phim truyền hình thuộc thể loại kinh dị dành cho những người ghét kinh dị. Không phải vì The Walking Dead không đáng sợ hay không đủ máu me [...] mà là, nếu như có một cuộc ganh đua giữa các tác phẩm kinh dị, The Walking Dead chắc chắn sẽ đứng vững nhờ vào tính thực tế của nó".
Gail Pennington của tờ St. Louis Post-Dispatch nhận định rằng mặc dù các cảnh trong tập đầu này hơi "kinh khủng" so với gu xem phim của bà, nhưng nó vẫn "khiến người ta bị phân tâm nếu không xem". Pennington khen ngợi sự phát triển cốt truyện trong tập phim và cho rằng Frank Darabont đã "đầu tư quỹ thời gian xứng đáng trong việc làm ra một tác phẩm khắc họa thảm kịch của loài người". Cây bút của báo The Wall Street Journal - Nancy deWolf Smith thì cảm thấy rằng "Days Gone Bye" chứa đầy tính chất lượng của điện ảnh: "Tập mở đầu này quá xuất sắc, đến nỗi nó hấp dẫn được cả một người ghét xem phim xác sống như tôi". Steve West của trang Cinema Blend đánh giá rằng đây "là tập mở đầu của một series hay nhất kể từ sau khi Lost ra mắt" và "là một minh chứng nổi bật cho sự sáng tạo của con người".
Điểm hạn chế duy nhất của tập phim là việc diễn xuất của Andrew Lincoln (Rick) gây nên một số luồng ý kiến trái chiều trong giới phê bình.

## Bên lề
- Lần xuất hiện đầu tiên của: Rick Grimes, Shane Walsh, Lambert Kendal, Leon Basset, Morgan Jones, Duane Jones, Dale Horvath, Amy, Lori Grimes, Carl Grimes.[24]
- Tập phim này có thời lượng phát sóng trên truyền hình là 90 phút (bao gồm cả quảng cáo).

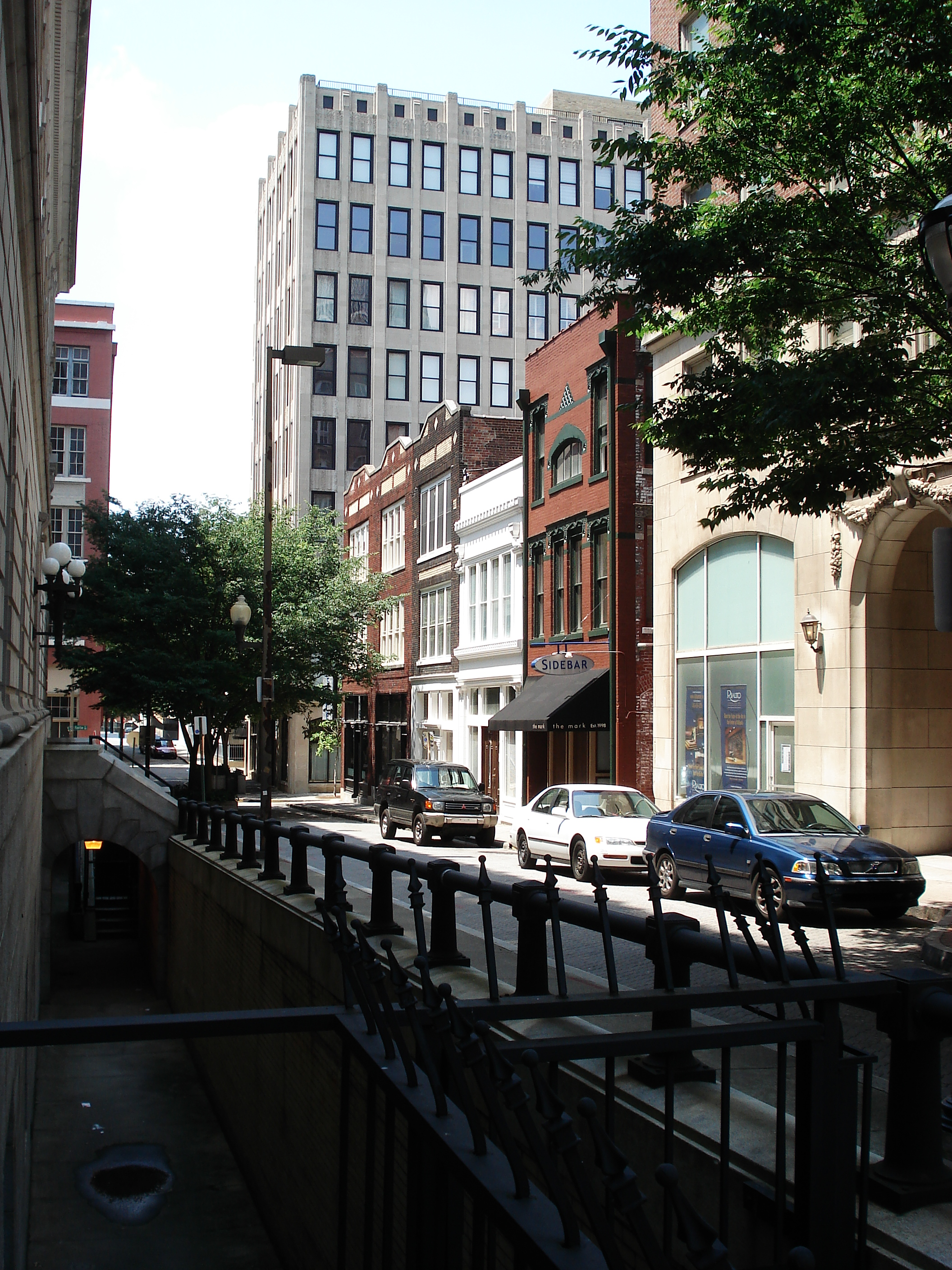
Phần ảnh chụp góc phố chính cho tập phim diễn ra ở quận Fairlie – Poplar của Atlanta

- Phần ảnh chụp góc phố chính cho tập phim diễn ra ở quận Fairlie – Poplar của AtlantaTập đầu tiên của The Walking Dead chính là tập phim đầu tiên của một series phim truyền hình có lượng người xem cao nhất trong số những bộ phim của đài AMC.
- Tên của tập phim dựa theo Tập 1: Days Gone Bye của bộ truyện tranh The Walking Dead.
  - Đây là tập phim đầu tiên và cũng là một trong số những tập phim có tên tập giống với tên của một phần trong truyện.
- Tên của tập phim bắt nguồn từ việc nhiều ngày đã trôi qua kể từ khi Rick hôn mê, đồng thời để ngụ ý rằng cuộc sống trước khi dịch bệnh xảy ra đã biến mất mãi mãi.
- Laurie Holden (Andrea) không xuất hiện trong tập phim này nhưng vẫn được ghi tên trong dàn diễn viên chính, đánh dấu trường hợp đầu tiên một nhân vật chính không xuất hiện trong tập phim mà diễn viên thủ vai được credit.
- Steven Yeun (Glenn) không lộ diện trong tập phim này, nhưng giọng nói của anh được nghe thấy thông qua vô tuyến ở cuối tập.
- Câu chuyện của Hannah (Xác sống xe đạp) được tiết lộ trong webisode Torn Apart.
- Bài hát ở cuối tập phim là "Space Junk" của Wang Chung.
- Cũng giống như hạt King, trên thực tế không có hạt nào tên Linden ở bang Georgia cả.
- Một trong số những xác sống được đóng bởi Taso N. Stavrakis, người cũng đóng trong những bộ phim về xác sống khác như Dawn of the Dead và Day of the Dead.
- Chi tiết Rick tỉnh dậy khỏi cơn mê trong bệnh viện khá giống với chi tiết tương tự trong bộ phim về xác sống 28 Days Later.
- Khi Rick tỉnh dậy khỏi cơn mê, kim đồng hồ trong căn phòng lúc đó chỉ 2:17, đây cũng là khoảng thời gian được nhìn thấy trên chiếc đồng hồ này trong cảnh flashback của tập cuối Phần 1.[25]

## Lỗi phim
- Khi Rick khỏi trang trại của nhà Siggard trên lưng ngựa, những khẩu súng trong túi anh được nhìn thấy là súng giả.
- Khi Rick trên lưng ngựa lần đầu đến Atlanta và đụng độ một bầy xác sống lớn, một "xác sống" trong cảnh đó được nhìn thấy đang uống nước.